# Kasula
Kasula (ka(-a)-šu-la(-aš), Kaššulaš, Kašulaš, Gaššulaš o Gašulaš) era una regió inclosa al país dels kashka, de situació desconeguda al nord d'Anatòlia, on s'hi havien establert els hitites.
Durant el regnat del rei hitita Subiluliuma I els kashkes la van saquejar, però més tard el "Gran rei" la va tornar a conquerir. Mursilis II descriu com el seu pare Subiluliuma va reunir un exèrcit i va conquerir tot el territori de Kasula, i va portar mil captius, i vaques i bous i ovelles. Va reorganitzar aquelles terres i les va incloure de nou a l'imperi hitita.